# Успение Богородично (Добротино)
Вижте пояснителната страница за други значения на Успение Богородично.
„Успение Богородично“ е възрожденска църква в неврокопското село Добротино (Даг чифлик), България, част от Неврокопската епархия на Българската православна църква. Обявена е за паметник на културата.

## История
Църквата е построена в 1869 година. Тя е изградена с активния труд на населението и на съседното село – Средна, което определя сегашната ѝ локация в ниската част на селището. Осветена е две години след нейното построяване.
Камбанарията е допълнително изградена като самостоятелна сграда, на запад от храма.

## Архитектура и интериор
В архитектурно отношение представлява голяма трикорабна псевдобазилика с навес от запад и от юг. Таваните над трите кораба са дъсчени с апликации – централният с изображение на Христос Вседържител, а страничните със слънца. В централния кораб са изписани 8 медальона над колоните. На цокълния ред на иконостаса има 8 сцени от Шестоднева. Царските двери и венчилката на иконостаса са резбовани с ажурна резба. 52 икони от 1873 година са дело на Серги Георгиев. Ценни са и владишкият трон, амвонът и проскинитарият с храмовата икона от 1867 година.
Външната декорация се допълва от кръстове с имената на отделни ктитори – Маню, Тренчо, Тошо, Илия.
Иконостасът е триделен, имитиращ мрамор. Лозницата е изпълнена от растителен орнамент с цветни пъпки. Върху цокълния ред на големия иконостас са изобразени осем сцени от „Шестоднева“. В медальони на него са изобразени – „Благовещение" в горната част и пророци и херувими в долната.
Царските икони са: „Архангелски събор“ (подарената през април 1873 г. от Параско Стоиянов и нарисувана от „рука Стергюва“), „Св. Атанасий“ (подарена през април 1873 г. от Адам Ничов „да му е на помощ“ и името на зографа „рука Сергюва“), „Св. Йоан Предтеча“, „Христос Вседържител“, „Успение Богородично“, „Св. Георги“.
Женската църква е с извита линия на парапета и кошовидна решетка.